# Coulommes-la-Montagne

Coulommes-la-Montagne este o comună în departamentul Marne, Franța. În 2009 avea o populație de 219 de locuitori.